# Kalamansig
Kalamansig é um município de  primeira classe de renda municipal (d) na província Sultan Kudarat, nas Filipinas. De acordo com o censo de 1 de maio  de  2020 possui uma população de 50 900 pessoas e 12 083 domicílios.